# Rueun
Rueun (oficialmente hasta 1943 en alemán: 'Ruis') es una villa del cantón de los Grisones, situada en el distrito de Surselva.
Fue una comuna independiente hasta el 31 de diciembre de 2013. El 1° de enero de 2014 se integró en la nueva comuna de Ilanz/Glion.